# Vicente Belda
Pour les articles homonymes, voir Belda.
Belda  Vicedo est un nom espagnol. Le premier nom de famille, en général paternel, est Belda ; le second, en général maternel, souvent omis, est Vicedo.
Vicente Belda Vicedo (né le 12 septembre 1954 à Alfafara) est un ancien coureur cycliste professionnel puis dirigeant d'équipe espagnol.
Professionnel de 1978 à 1988, il s'est principalement illustré sur les courses espagnoles, remportant le Tour de Catalogne, le Tour de la région de Valence, la Semaine catalane et finissant troisième du Tour d'Espagne 1981. 

## Biographie
Après sa carrière de coureur, il est devenu dirigeant de l'équipe Kelme, devenue ensuite Comunidad Valenciana. Il rejoint l'équipe Fuerteventura-Canarias, puis Boyaca es Para Vivirla en 2009. Il fut en son temps, le coureur le plus petit par la taille du Tour de France.
Son fils David, né en 1983 est également devenu coureur professionnel. Il a notamment remporté le Tour de Castille-et-León en 2014.

## Palmarès

### Palmarès amateur
- 1977
  - 7e étape du Grand Prix Guillaume Tell

### Palmarès professionnel
| - 1978 - 16e étape du Tour d'Espagne - Tour de Cantabrie : - Classement général - 3e et 5e étapes - 2e du Gran Premio Nuestra Señora de Oro - 2e de la Subida a Arrate - 2e du Tour de La Rioja - 3e de l'Escalade de Montjuïc - 1979 - 3eb étape du Tour d'Andalousie (contre-la-montre) - Tour de la région de Valence : - Classement général - Prologue - Classement général du Tour de Catalogne - 2e du Tour du Pays basque - 3e du Tour d'Andalousie - 3e de la Prueba Villafranca de Ordizia - 1980 - 6e étape du Tour du Pays basque - 3e du Tour de Catalogne - 3e du Tour de La Rioja - 10e du Tour d'Espagne - 1981 - 13e étape du Tour d'Espagne - 4e étape du Tour de Catalogne - 2e de la Semaine catalane - 2e du Trofeo Masferrer - 3e du Tour d'Espagne - 3e de la Klasika Primavera - 3e du Gran Premio Navarra - 1982 - Clasica a los Puertos - 3e étape du Tour de La Rioja - 16e étape du Tour d'Italie - 2e du Tour de La Rioja - 3e du Trofeo Masferrer - 3e du Tour de Carthagène | - 1983 - 3e étape du Tour du Pays basque - Subida al Naranco - 9e du Tour d'Espagne - 1984 - Subida al Naranco - Subida a Urkiola - Tour de Galice : - Classement général - 3e étape - 8e du Tour d'Espagne - 1985 - Escalade de Montjuïc : - Classement général - 1reb étape - 8e et 10e étapes du Tour de Colombie - 4e étape du Tour de Galice - 2e du Tour de Galice - 2e de la Subida a Urkiola - 1986 - Escalade de Montjuïc : - Classement général - 1rea et 1reb (contre-la-montre) étapes - 2e de la Prueba Villafranca de Ordizia - 2e du Tour des Asturies - 1987 - Classement général du Semaine catalane - 2e étape du Tour de Galice - 3e du Tour de Galice - 3e de l'Escalade de Montjuïc - 6e du Tour d'Espagne - 1988 - 2e de la Subida al Naranco - 3e de l'Escalade de Montjuïc |  |

## Résultats sur les grands tours

### Tour de France
3 participations
- 1980 : 20e
- 1981 : 38e
- 1988 : 75e

### Tour d'Espagne
11 participations
- 1978 : 21e, vainqueur de la 16e étape
- 1979 : 17e
- 1980 : 10e
- 1981 : 3e, vainqueur de la 13e étape
- 1982 : 18e
- 1983 : 9e
- 1984 : 8e
- 1985 : 18e
- 1986 : 30e
- 1987 : 6e
- 1988 : 68e

### Tour d'Italie
1 participation
- 1982 : abandon (21e étape), vainqueur de la 16e étape